# Adoraim
Adoraim är en stad som är omnämnd i Bibeln och är belägen i södra Juda. Staden befästes av Rehabeam, son till kung Salomo. Bibelns Adoraim motsvaras av dagens Dura, belägen 8 km sydväst om Hebron, där man har funnit fornlämningar.